# Manuel Álvarez Flores
Manuel Álvarez Flores (Carmona, 1 de enero de 1757-Sevilla, 3 de septiembre de 1782) fue un compositor y maestro de capilla español.

## Vida
Era hijo de Juan Antonio Álvarez Alonso (n. 1730), natural de Astorga, y de Bernardina de Flores, natural de Carmona, que contrajeron matrimonio el 24 de febrero de 1754 en la parroquia de San Bartolomé de dicha localidad sevillana. Juan Antonio Álvarez era músico y, tras formarse probablemente en la catedral astorgana, en 1649 pasó a Madrid donde estuvo dos años empleado en el convento de religiosos de la Santísima Trinidad. Después se trasladó a Carmona, donde había conseguido el puesto de organista de San Bartolomé, y donde organizó una capilla de música, siéndole otorgado por el concejo municipal el título de maestro de capilla. En 1757, el mismo año del nacimiento de su hijo Manuel, fue aceptada su solicitud para entrar en la capilla musical de la Colegiata del Salvador de Sevilla, aunque desistió poco después para volver a Carmona. Mientras tanto fue instruyendo a su hijo, que mostraba especiales dotes para la música, hasta el punto que en 1764, con tan sólo 7 años, lo llevó de la mano y solicitó de nuevo el acceso a la misma colegiata sevillana: «Don Juan Álvarez y su hijo don Manuel piden ser admitidos por músicos de la capilla de esta colegial de la parte de adentro y el cabildo se lo concedió atento a ser muy hábiles y diestros músicos».
No sabemos las condiciones por las que ambos permanecieron en la Colegiata del Salvador. En cualquier caso, es probable que el pequeño Manuel Álvarez también ampliara su formación en alguna institución educativa de la ciudad, pues él mismo se identificaba como «estudiante». Que sepamos, la oposición a la plaza de maestro de capilla de la Catedral de Granada, vacante en 1776, es su primera oportunidad para aspirar a un puesto musical relevante. Álvarez obtuvo la mejor nota en unas pruebas muy reñidas, a las que también se habían presentado Juan Domingo Vidal y Juan Bueno, maestros de capilla de la Colegial del Salvador y de la parroquia de San Pedro de Sevilla, respectivamente, a los que debía conocer bien. Sin duda la juventud del ganador, de tan sólo 19 años, despertó la envidia de varios opositores, entre los que se incluía el mencionado Juan Bueno, que recurrieron el fallo al Consejo Real alegando que «en don Manuel Álvarez, propuesto en primer lugar por mayor número, no concurrían, al tiempo de su presentación al concurso, las circunstancias de edad y tonsura». El cabildo granadino, que valoraba las habilidades del joven músico, le recomendó que «se ordene a lo menos de menores para rebatir esta contradicción». Álvarez presentó de inmediato la solicitud al arzobispado hispalense, que le concedió ser «tonsurado de corona» el 9 de agosto de 1777. Aunque de nada sirvió, pues finalmente la catedral de Granada tuvo que aceptar el recurso, concediendo la plaza a Tomás de Peñalosa, no sin antes manifestar que Manuel Álvarez había sido superior a los demás «por su habilidad, destreza, gusto y fundamento de composición». Ciertamente, si bien no obtuvo la plaza granadina, sí se llevó una inmejorable carta de presentación. De hecho, a pesar de este varapalo, el músico carmonense llegó a interesarse nada menos que por la cátedra de música de la Universidad de Salamanca, según carta fechada el 13 de noviembre de 1777. 
Finalmente, fue el cabildo de la Santa Basílica del Pilar de Zaragoza quien le concedió la plaza de maestro de capilla el 24 de julio de 1778 tras la valoración de memoriales, esto es, sin oposición. El 4 de septiembre se leyó una carta de Manuel Álvarez donde daba las gracias al cabildo por el nombramiento «y ofrece venir con la más posible brevedad». Ya en su puesto, cierta enfermedad le impedía ejercer su trabajo plenamente y en 1779 presentó un certificado médico solicitando al cabildo un ayudante para sobrellevar la instrucción musical de los niños de coro y exonerarlo de la concurrencia a procesiones y fiestas ceremoniales fuera de la iglesia. Su petición no fue aceptada. Mientras tanto probó suerte presentando su candidatura al magisterio de capilla de la Catedral de Burgos el 27 de mayo de 1780, tras el fallecimiento del maestro Francisco Hernández Illana, a las que acudieron, además de Álvarez; Manuel Santotis, maestro de capilla de la Catedral de Palencia; Tomás Esteban, maestro de capilla de Las Huelgas; y Antonio Abadía, maestro de capilla de la Colegiata de Medinaceli, este último ganador de las oposiciones. Según algunos indicios también es probable que se presentara a la oposición que convocó la Catedral de Toledo tras la muerte del maestro Juan Rosell, ocurrida el 30 de marzo de aquel mismo año. Pero no consiguió ninguna de las dos. 
Todo parece indicar que Manuel Álvarez se despidió de la catedral aragonesa a finales de 1780, seguramente tras aceptar el magisterio de la Catedral de Astorga, pues a principios de 1781 el cabildo zaragozano comunicaba «que el maestro de capilla del Pilar, Álvarez, se había marchado». La confirmación sólo la encontramos cuando su nombre aparece entre los candidatos a la plaza vacante de la Catedral de Ávila por el fallecimiento del maestro Francisco Vicente el 6 de agosto de 1781. Al igual que ocurriera en Zaragoza, una vez leídos los memoriales de los pretendientes y examinadas las obras que habían enviado, el 2 de noviembre de 1781 se designó al «maestro de Astorga don Manuel Álvarez». Curiosamente, las condiciones que ofrecía la plaza no fueron del agrado del músico carmonense y el 25 de enero de 1782 escribió al cabildo abulense rechazando el cargo. De nuevo, es probable que dicha oposición la compaginara con la que se celebró en la Catedral de Plasencia tras la marcha del maestro Lino del Río en octubre de 1781, donde se enfrentó a Juan Pedro Almeida, maestro segundo de la Catedral de Lugo; Juan José Bueno, tenor de la Catedral de Coria; Fernando Ferandiere, músico en Madrid; Vicente Hernández; Melchor López, cantor de la Real Capilla de Madrid; Cándido José Ruano, posiblemente todavía cantor en la Catedral de Toledo; y Raimundo Luis Forné, el ganador. En este caso Manuel Álvarez no aparece mencionado en las actas capitulares placentinas entre los examinados.
Por desgracia, la pérdida de la documentación de la catedral astorgana impide conocer más detalles, hasta que por algún motivo regresó a Sevilla donde le alcanzó la muerte. En su acta de defunción consta que,

[...] en miércoles 4 de septiembre de 1782 años, el beneficio y clero de esta iglesia parroquial de Ntro. Padre San Pedro el Real de esta ciudad de Sevilla dio sepultura eclesiástica al cuerpo difunto del Sr. D. Manuel Álvarez presbítero, racionero y maestro de capilla que fue de la Sta. Iglesia de Zaragoza y actual canónigo y maestro de capilla de la Sta. Iglesia de Astorga. Recibió los santos sacramentos. En fe de lo cual lo firmé fecha ut supra. Antonio de Luces, colector. Hubo música.

Barbieri, en su Biografías y documentos sobre música y músicos españoles, documenta la lápida del maestro -actualmente desaparecida- que se hallaba en la iglesia parroquial de San Pedro de Sevilla, contigua a la reja de la capilla de la Virgen del Pilar, noticia que le fue remitida por el erudito sevillano don José M.ª Asensio y Toledo por carta del 7 de febrero de 1872 (ya antes la había publicado don Antonio Gómez Azeves en 1860 dentro del Tomo VI de la Revista de Ciencias, Literatura y Artes, p. 347):

D. O. M.
Aquí yace el Sr. D. Manuel Álvarez y Flores, presbítero natural de la ciudad de Carmona, racionero y Maestro de Capilla de la santa iglesia metropolitana de Zaragoza y electo racionero de la catedral de Ávila, prebendado y maestro de la metropolitana de Granada, opositor benemérito de las de Plasencia, Burgos y Toledo y después maestro de la santa y apostólica catedral de Astorga. Falleció en esta ciudad de Sevilla en 3 de septiembre de 1782, a los 25 años, 9 meses y 3 días de edad.
R. I. P. A.